# 妙行寺 (豊島区)
妙行寺（みょうぎょうじ）は、東京都豊島区西巣鴨にある、法華宗陣門流の仏教寺院。山号は長徳山。本尊は大曼荼羅。

## 由緒
1604年（慶長9年）日善の開山により江戸麹町清水谷に創建されたのに始まる。
1624年（寛永元年）、四谷鮫河橋南町に移転、現在の西巣鴨の地に移ったのは、1909年（明治42年）のことである。

## 墓所等
- 於岩

鶴屋南北（1755年～1829年）の歌舞伎『東海道四谷怪談」』で知られる「お岩さん」のことである。彼女の嫁ぎ先である田宮家がこの寺の檀家であった。
- 高光院（赤穂藩初代藩主浅野長直夫人）

後に元禄赤穂事件で浅野家が改易になったため、瑤泉院によって永代供養料が急遽納められたという。
- 蓮光院（浅野長広夫人）

元禄赤穂事件の発端をつくった浅野内匠頭長矩の弟で、「浅野大学」として知られる浅野長広の夫人である。
- 林中（常磐津の名人）
- 瑤泉院供養塔

瑤泉院は元禄赤穂事件後に、法華に帰依して当寺に度々参拝している。
- うなぎ供養塔

## 所在地
- 東京都豊島区西巣鴨四丁目8番28号